# Троп (жанр)
Троп (лат. tropus, від грец. τρόπος — тут у значенні «перетворення», «обробка») — узагальнювальна назва літературно-музичних жанрів в середньовічній західній Європі, в основі яких лежить поетична або музично-поетична обробка створених раніше григоріанських розспівів. 

## Характеристика
Троп — сучасне типологічне узагальнення різних автентичних найменувань жанру, в тому числі prosa (prosula) і versus, які трапляються в нотних та музично-теоретичних пам'ятках IX–XII століть. 
В музикознавчій літературі «тропуванням» називають додавання тексту, зазвичай молитовного, до наявного розспіву мелізматичного типу, а результат такої поетичної обробки заданої мелодії називають «тропом». Сучасне поняття тропу охоплюють жанри, що раніше мали різні автентичні назви — в тому числі prosa (prosula) і versus, які трапляються в нотних та музично-теоретичних пам'ятках IX–XII століть. У більш широкому сенсі тропами називають будь середньовічні обробки григоріанської монодії, пов'язані з доповненням її новою музикою та новим текстом. Один з перших відомих тропів-доповнень — «Quem quaeritis», вперше зареєстрований в рукописі X століття Санкт-Галленського монастиря. 

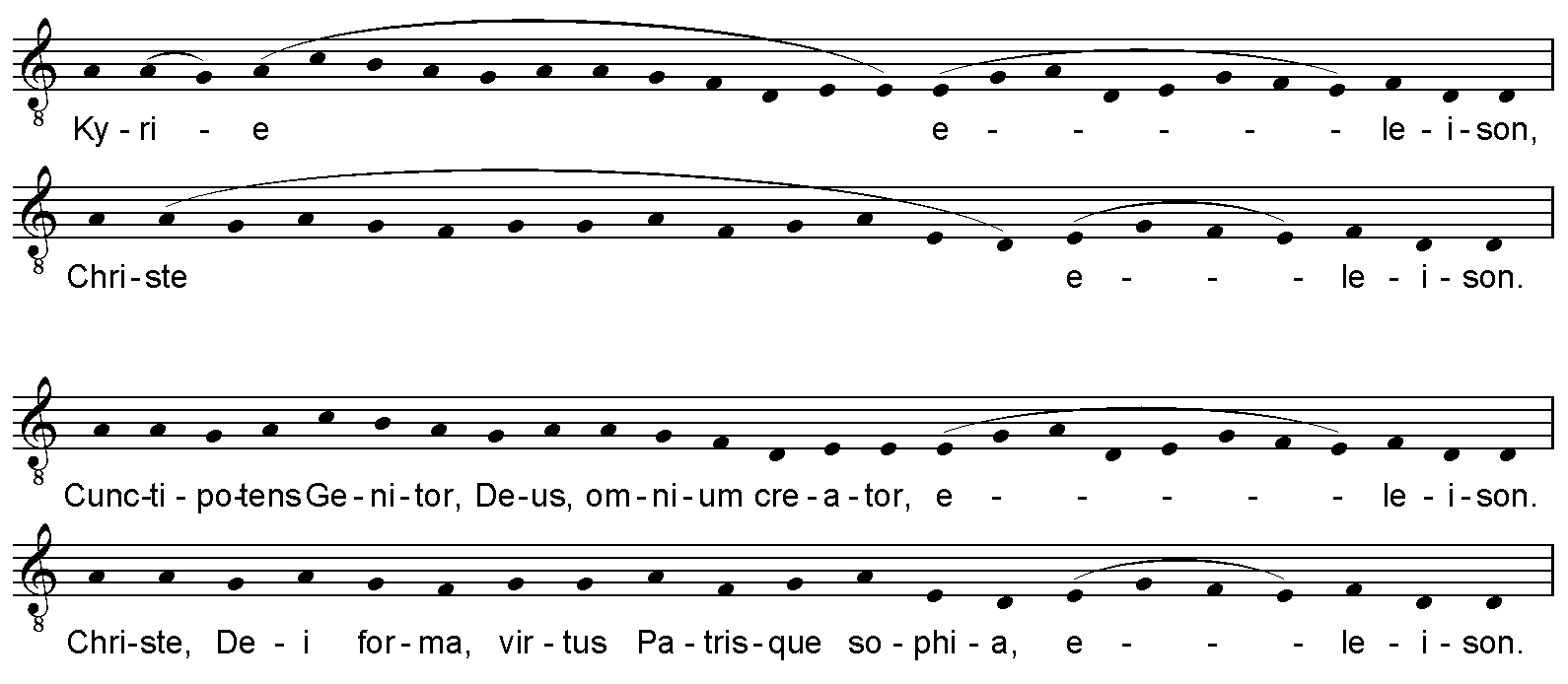
Kyrie меси на П'ятидесятницю (верхні 2 нотоносца) і його тропів «Cunctipotens genitor» (нижні 2 нотоносці)

Тропування використовувалось у різних піснеспівах меси: в пропріо — інтройтах (як «Quem quaeritis» у Вінчестерському тропарі), алилуї, оферторії, причетних антифонах (комуну); в ординарії — все крім Credo, і офіцію (респонсорії, заключний версикул «Benedicamus Domino» та ін.). При посиланні на тропований піснеспів вказують інципіт вихідного матеріалу та інципіт тропу, наприклад Kyrie «Cunctipotens genitor» (див. нотні приклади). 
Оригінальні збірники тропів носили назву «тропарів» (troparium). Найвідомішим вважається Вінчестерський тропар (кембриджський та оксфордський рукописи, складені близько 1000 р.), що містить понад 160 двоголосних органумів та найдавніший збережений зразок літургійної драми. 
Тропування трактується як важлива соціально-естетична тенденція в середовищі церковних поетів та музикантів — відхід від «канонічної» інтерпретації григоріанського розспіву, специфічний  прояв свободи творчості. 